# Залізниця Таллінн — Нарва
Залізниця Таллінн — Нарва (ест. Tallinna–Narva raudtee) — залізнична лінія в Естонії завдовжки 211 км, що прямує через Північну Естонію між Таллінном і містом Нарва на кордоні з Росією.
Залізнична лінія має російську колію — двоколійна залізнична лінія між Таллінном і Тапою та одноколійна — залізнична лінія між Тапою і Нарвою. 
Це найстаріша залізниця в Естонії, її відкрито в 1870 році, коли була відкрита залізниця, що сполучала Санкт-Петербург із Палдіскі через Таллінн. 

Значну частину залізничного вантажу становлять вантажні поїзди (наприклад, нафтові поїзди) з Росії до портів Таллінна та його найближчих околиць (Мууга, Таллінн і гавань Палдіскі).

## Історія
Залізниця була завершена в 1870 році і спочатку була частиною Балтійської залізниці, що сполучала Санкт-Петербург і Палдіскі через Нарву і Таллінн як частину залізничної мережі Російської імперії.

## Послуги
Пасажирські послуги здійснюються по всій дистанції лінії з регіональними рейсами, які обслуговує Elron до залізничної станції Нарва, Тарту.

та міжнародні послуги до Москви та Санкт-Петербурга, які обслуговує GoRail. 